# Chiesa di San Michele Arcangelo (Scandolara Ripa d'Oglio)
La chiesa di San Michele Arcangelo è la parrocchiale di Scandolara Ripa d'Oglio, in provincia e diocesi di Cremona; fa parte della zona pastorale 4.

## Storia
La prima citazione della pieve di Scandolara, dedicata ai Santi Faustino e Giovita, risale al 1385 ed è contenuta nel Liber Synodalium, dal quale si apprende che aveva dome filiali le cappelle di Binanuova, Levata, Torre Baruffi, Grontardo, Senigola, Alfiano, Rotorbergo e San Giovanni del Deserto.
Col tempo, però, la pieve, situata fuori dal centro abitato presso la cascina Reve Fiamena, perse importanza e la parrocchialità fu traslata presso la chiesa di San Michele Arcangelo in paese. Il paese accolse, in occasione delle visite pastorali, i vescovi Gerolamo Trevisan (verso il 1520) e Cesare Speciano (nel 1602); quest'ultimo trovò che i fedeli ammontavano a 455 e che la chiesa era sede delle società del Santissimo Sacramento e del Santissimo Rosario.
Se nel 1780 i fedeli risultavano ammontare a 947, nel 1786 erano saliti a 1000, per poi scendere a 972 nel 1807.
La prima pietra della nuova parrocchiale venne posta nel 1906; l'edificio, disegnato dall'architetto cremonese Luigi Cabrini, fu portato a compimento nel 1909.
La chiesa, già compresa a partire dal Settecento nel vicariato di Robecco d'Oglio, all'inizio del XX secolo entrò a far parte del vicariato di Vescovato; nel 1975, con la riorganizzazione territoriale della diocesi voluta dal vescovo Giuseppe Amari, la parrocchia confluì nella zona pastorale 9, per poi venir aggregata successivamente prima alla zona pastorale 7 e poi alla 4.

## Descrizione

### Facciata
La facciata della chiesa, rivolta a nordovest e sormontata da pinnacoli, è scandita da due paraste e presenta al centro il portale d'ingresso strombato e sopra il rosone; ai lati vi sono due ali minori in corrispondenza delle cappelle e sotto la linea di gronda corre una serie di archetti pensili.
Annesso alla parrocchiale è il campanile a base quadrata, abbellito da specchiature; la cella presenta su ogni lato una monofora ed è coronata dalla cupoletta. 

### Interno
L'interno dell'edificio si compone di un'unica navata voltata a crociera, sulla quale si affacciano le cappelle laterali e le cui pareti sono scandite da lesene bicrome; al termine dell'aula si sviluppa il presbiterio, rialzato di alcuni gradini e chiuso dall'abside poligonale. 
L'opera di maggior pregio qui conservata è una Madonna col Bambino realizzata probabilmente da Giacomo Bertesi. 